# İzzettinköy, Fethiye
İzzettinköy là một xã thuộc huyện Fethiye, tỉnh Muğla, Thổ Nhĩ Kỳ. Dân số thời điểm năm 2011 là 831 người.